# Teresa Dłuska
Teresa Dłuska (ur. 1928, zm. 18 września 2009) – polska działaczka społeczna, statystyk.

## Życiorys
Przez 33 lata pracowała w Głównym Urzędzie Statystycznym, przechodząc kolejne szczeble kariery zawodowej – od referenta do pierwszego zastępcy dyrektora Biura Spisów. Na emeryturę odeszła na własną prośbę z końcem 1982.
Zajmowała się w pracy zawodowej metodologią i organizacją spisów powszechnych, aktywnie udzielając się w przygotowaniach, przeprowadzaniu i opracowaniu wyników Narodowych Spisów Powszechnych w 1950, 1960, 1970 i 1978. Szczególnie interesowały ją sprawy uzyskiwania możliwie najdokładniejszych, wiarygodnych i kompletnych danych oraz ochrony jednostkowych danych osobowych. Przygotowywała programy szkolenia ankieterów oraz sama wykładała na takich kursach. Jako przedstawiciel Głównego Urzędu Statystycznego uczestniczyła w międzynarodowych konferencjach statystycznych, prowadzonych przez Europejską Komisję Gospodarczą ONZ w Genewie.
W uznaniu pracy zawodowej odznaczona została m.in. Srebrnym Krzyżem Zasługi (1958) i Krzyżem Kawalerskim Orderu Odrodzenia Polski (1971). Na emeryturze zaangażowała się aktywnie w działalność społeczną w Stowarzyszeniu na Rzecz Osób z Upośledzeniem Umysłowym, za co w 1998 otrzymała Krzyż Komandorski Orderu Odrodzenia Polski.
Była zamężna z Mikołajem Dłuskim, statystykiem. Zmarła 18 września 2009.